# Ulf Hoffmann
Ulf Hoffmann (Neustrelitz, 8 settembre 1961) è un ex ginnasta e allenatore di ginnastica artistica tedesco orientale, vincitore dell'argento nel concorso a squadre ai Giochi olimpici di Seul 1988.

## Biografia
La sua squadra di club fu la SC Dynamo Berlin. Anche suo fratello maggiore Lutz Hoffmann fu ginnasta di caratura internazionale. In gioventù, i fratelli condivisero la stanza del collegio durante il periodo trascorso presso la SC Dynamo Berlin.

### Carriera
Prese parte ai Giochi dell'Amicizia, vincendo la medaglia d'argento nel concorso a squadre. Non partecipò ai Giochi olimpici di Los Angeles 1984 a causa del boicottaggio da parte della Germania Est.
Agli europei di Oslo 1985 ottenne il bronzo alle parallele simmetriche. Ai mondiali di Montréal 1985 vinse il bronzo a squadre.
Ai mondiali di Rotterdam 1987 vinse di nuovo il bronzo a squadre.
Rappresentò la Germania Est ai Giochi olimpici estivi di Seul 1988, dove vinse l'argento nel concorso a squadre, con i connazionali Sylvio Kroll, Sven Tippelt, Ralf Büchner e Holger Behrendt. Il suo miglior risultato individuale della rassegna fu il 13° posto alle parallele.
Dopo il ritiro dall'attività agonistica divenne allenatore di squadre femminili in Francia e Svizzera. Si trasferì a Basilea, con la moglie Simone.

## Palmarès
- Giochi olimpici

Seul 1988: argento nel concorso a squadre;
- Mondiali

Montréal 1985: bronzo nel concorso a squadre;
Rotterdam 1987: bronzo nel concorso a squadre;
- Europei

Oslo 1985: bronzo alle parallele simmetriche;